# Kazimierz Panke
Kazimierz Panke (ur. 1 marca 1929, zm. 3 października 2009 w Międzychodzie) – polski bokser, reprezentant Polski.
Boks uprawiał w klubie Olimpia Poznań, w której to osiągnął największe sukcesy sportowe, zostając też członkiem kadry narodowej. Startując w mistrzostwach Polski, wywalczył brązowy medal w 1949 w wadze piórkowej, oraz wicemistrzostwo kraju w 1950 roku, w kategorii lekkiej. W roku 1949 wystąpił w reprezentacji Polski odnosząc w debiucie zwycięstwo w wadze piórkowej.